# Grandrieu (Fluss)
Der Grandrieu ist ein Fluss in Frankreich, der im Département Lozère in der Region Okzitanien verläuft. Er  entspringt im Bergland der Margeride, im südwestlichen Gemeindegebiet von La Panouse, nahe der Grenze zur benachbarten Gemeinde Saint-Sauveur-de-Ginestoux, entwässert generell Richtung Nordost und mündet nach rund 23 Kilometern beim Ort Laval-Atger, im Gemeindegebiet von Saint-Bonnet-Laval als linker Nebenfluss in den Chapeauroux.

## Bezeichnung des Flusses
Der Fluss ändert in seinem Verlauf mehrmals seinen Namen:
- Ruisseau de Montagnac im Quellbereich,
- Ruisseau du Viala im Oberlauf,
- Grandrieu im Mittelteil und Unterlauf.

## Orte am Fluss
(Reihenfolge in Fließrichtung)
- Montagnac, Gemeinde La Panouse
- Le Viala, Gemeinde La Panouse
- Gély, Gemeinde Saint-Sauveur-de-Ginestoux
- Fulletin, Gemeinde La Panouse
- Grandrieu
- Chams, Gemeinde Bel-Air-Val-d’Ance
- Laval-Atger, Gemeinde Saint-Bonnet-Laval